# Нумадзу
Нумадзу е град в Япония. Населението му е 190 842 жители (по приблизителна оценка от октомври 2018 г.), а площта му е 187,11 кв. км. Намира се в часова зона UTC+9. Разположен е в северния край на полуостров, който е известен с горещите си минерални извори.